# Первая венгерско-галицкая железная дорога
Первая венгерско-галицкая железная дорога — первая транскарпатская, полностью двухколейная железная дорога через Лупковский перевал. Соединяла Галицию с Венгрией, а именно Будапешт с Перемышлем и Львовом. Общая длина железной дороги — 266,3 км.

## История
20 мая 1869 года появился первый проектный документ на строительство железнодорожного пути от Перемышля до Лупкова. 11 июня 1869 года появился второй документ на отрезок от Лупкова в Венгрию. Владельцем второго документа выступало Акционерное общество Первой венгерско-галицкой железной дороги.
Железная дорога начала работать 25 декабря 1872 года, хотя тоннель в Лупкове завершили только в 1874 году. Важнейшие железнодорожные станции: Шаторальяуйхей (сейчас Венгрия), Гуменне (сейчас Словакия), Лупкув, Загуж (сейчас Польша), Хыров (сейчас Украина) и Перемышль (Польша). В Перемышле железная соединялась с уже существующей с 1861 года Галицкой железной дорогой имени Карла Людвига, что позволило впервые напрямую соединить железнодорожным путём Львов с Будапештом.
Сразу после открытия Первой венгерско-галицкой железной дороги на ней работало 11 локомотивов, 24 пассажирских вагона и 255 товарных вагонов. Через год это количество удвоилось: курсировали 21 локомотив, 50 пассажирских вагонов и 415 товарных. В 1886 году это количество возросло ещё больше. За первый год эксплуатации было перевезено 238 000 пассажиров. С 1874 по 1880 год пассажиропоток несколько снизился и составил от 149 до 198 тысяч человек. Перелом наступил через четыре года, когда по этой дороге было перевезено уже 298 000 человек. В 1887 году был установлен очередной рекорд — пассажиров было уже 339 тысяч человек, а общий вес багажа и товаров — 586 тысяч тонн.
Со 2 августа 1892 года железная дорога перешла в собственность Австрийской государственной железной дороги.
Первая венгерско-галицкая железная дорога сыграла важную стратегическую роль во время I Мировой войны, в частности при осаде крепости Перемышль. После 1918 года, когда в Карпатах появились границы между новообразованными независимыми государствами Чехословакией и Польшей, железная дорога ощутимо потеряла своё важное значение. Впоследствии из-за нерентабельности, и по причине того, что Венгрии по Трианонскому договору нельзя было иметь двухколейные дороги, второй путь был разобран, в том числе, по экономическим причинам, и в Чехословакии и Польше, так что теперь почти на всей трассе поезда ездят по одной колее.
Во время Первой Мировой войны в Хырове, лежащем на украинском отрезке железной дороги, побывал Швейк — герой романа Ярослава Гашека «Похождения бравого солдата Швейка» .

### Календарь строительства галицкого участка дороги[4]
| Участок                    | Протяжённость (в км) | Дата завершения |
| -------------------------- | -------------------- | --------------- |
| Перемышль — Хыров          | 33,19                | 13 мая 1872     |
| Хыров — Кросценко          | 19,40                | 1 июля 1872     |
| Кросценко — Устшики-Дольне | 8,09                 | 3 сентября 1872 |
| Устшики-Дольны — Команьча  | 70,26                | 12 ноября 1872  |
| Команча — Старый Лупкув    | 13,75                | 18 декабря 1872 |
| Лупковский тоннель         | 0,416                | 30 мая 1874     |

## Современное состояние
Сейчас Первая венгерско-галицкая железная дорога расположена на территории четырёх стран — Венгрии, Словакии, Польши и Украины. Она уже не функционирует как целостная линия, хотя со стороны Польши и Венгрии предпринимаются попытки использовать её в туристических целях.
Украинская часть старой венгерско-галицкой железной дороги — это более 30 км одноколейных путей Нижанковичи — Хыров — Смильница (польско-украинская граница), с широкой колеей (1520 мм). От Хырова к Смильнице путь комбинированный — широкая и узкая (1435 мм) колеи, для одновременного следования украинских и польских поездов. Во времена Советского Союза такой тип пути существовал на всем украинском отрезке дороги, ведь в 1960-х, 1970-х и 1980-х годах здесь курсировал поезд из Перемышля в Устшики-Дольне. При этом поезд дважды пересекал польско-украинскую границу: в Нижанковичах и в Смильнице. Сейчас украинским отрезком дороги курсируют пассажирские поезда Самбор-Хыров-Нижанковичи и Самбор-Хыров-Старява.
На территории Венгрии находится начальная станция дороги в городе Шаторальяуйхей. Дальше линия идёт через территорию Словакии до Лупковского перевала. Участок от Лупкова до Загужа в номенклатурных документах польских железных дорог фигурирует как «Линия № 107», а затем, до станции в Кросценко, как «Линия № 108».
| Участок                                       | Страна   | Оператор                        |
| --------------------------------------------- | -------- | ------------------------------- |
| Шаторальяуйхей                                | Венгрия  | Magyar Államvasutak             |
| Словенске Нове Место — Гуменне — Медзилаборце | Словакия | Železničná spoločnosť Slovensko |
| Лупкув — Загуж — Кросценко                    | Польша   | Polskie Koleje Państwowe        |
| Хыров — Нижанковичи                           | Украина  | УкрЗалізниця                    |
| Мальховице — Пшемысль                         | Польша   | Polskie Koleje Państwowe        |